# 沙倉ゆうの
沙倉 ゆうの（さくら ゆうの、1979年10月10日 - ）は、日本の女優。東映京都撮影所所属。身長152cm、体重44kg。靴のサイズ23.5cm。兵庫県西宮市出身。

## 人物
小学校卒業時には女優を将来の夢としていたが、芝居の勉強はしていなかった。浴衣のコンテストがきっかけで今の業界に入り、安田淳一が撮影するイベント用のオープニングムービーへの出演が、初の芝居体験であった。その後、安田が監督する『拳銃と目玉焼』『ごはん』の撮影中に他の俳優に紹介され、芝居のレッスンを受けるようになった。
芸名は地元・西宮市にある駅のさくら夙川駅と西宮市の市花サクラから。
特技はダンス（タップダンス、クラシックバレエ、日本舞踊、社交ダンス）、着物の着付、ウクレレ。
漫画家の岡崎二郎はおじにあたる。
ヒロイン役を演じた『侍タイムスリッパー』ではスタッフ（助監督）としての業務や同作品への投資といったサポートも行った。

## 出演

### 映画
- 拳銃と目玉焼（2014年10月17日、未来映画社） - ヒロイン・ユキ 役
- ごはん（2017年1月21日、未来映画社） - 主演・寺田ヒカリ 役
- 宵闇のリューゲ（2020年） - 主演・森本唯 役
- 侍タイムスリッパー（2024年8月17日、未来映画社/ギャガ） - 山本優子 役

#### 短編映画
- コトコトことでん（2017年）[6]-主演
- 虹（2018年）[7]- 由香 役
- 想いのこり（2018年）[8] - 主演・監督 ※とよたビデオコンテスト 審査委員長特別賞
- 善通寺的な恋の始まりの物語（2019年）[9]
- アナログ・タイムス（2019年）[10] - 主演・末広准 役

### オリジナルビデオ
- YAMATO超人ナライガー -光と闇の復活-（2017年10月25日） - 徳堂若奈 役
- アイドルスナイパーNEO（2019年11月29日）

### テレビドラマ
- 月面クロワッサンの短編ドラマ集 ショート・ショウ2 第4話「さらば、私の分岐点」（2015年2月22日、KBS京都） - 主演・大塚結 役
- 君とゆきて咲く〜新選組青春録～ 第10話（2024年6月27日、テレビ朝日）
- 大岡越前8 第6話（2025年7月13日、NHK BS）- 岡っ引き・勘太の母 役

### ウェブドラマ
- NY Short Movie ～episode1～『長い髪』（2018年2月1日、【美容室】NYNY 公式YouTubeチャンネル） - 優子 役

## その他の活動
- 京都府下京署 一日署長（2017年[11]、2018年[12]）
- 京都市下京消防署 一日消防署長（2019年[13]、2025年[14]）